# Still 2gether
Still 2gether (เพราะเรา(ยัง)คู่กัน; RTGS: Phro Rao (Yang) Khu Kan, lit. "Because We (Still) Belong Together") é uma série de televisão tailandesa de comédia romântica exibida em 2020, uma sequência de 2gether: The Series. Dirigida por Aof Noppharnach e produzida pela GMMTV, a série foi anunciada para ter cinco episódios especiais em 1º de junho de 2020. É estrelada por Vachirawit Chivaaree (Bright) e Metawin Opas-iamkajorn (Win) nos papéis principais.
Em 14 de agosto de 2020, a série estreou nas plataformas GMM 25 e LINE TV. Por meio de sua narrativa, Still 2gether continuou a explorar o relacionamento romântico entre seus personagens centrais por meio de sua narrativa e performances.

## Sinopse
Conforme Tine (Win Metawin) e Sarawat (Bright Vachirawit) entram no segundo ano de seu relacionamento cheios de amor e carinho um pelo outro, eles também começam a assumir maiores responsabilidades na universidade, com o primeiro como o novo presidente do clube de líderes de torcida, enquanto o último como o novo presidente do clube de música. Com ambos os clubes se mudando para salas adjacentes, isso faz com que eles compitam entre si durante as sessões de prática. A crescente briga entre esses clubes, que já envolveu seus amigos, desafiará o relacionamento de Tine e Sarawat.

## Elenco e personagens

### Principal
- Vachirawit Chivaaree (Bright) como Sarawat Guntithanon

Um estudante universitário popular da Faculdade de Ciência Política, jogador de futebol, guitarrista, membro principal da banda "Ctrl+S" e novo presidente do clube de música.
- Metawin Opas-iamkajorn (Win) como Tine Teepakorn

Um estudante universitário da Faculdade de Direito, o novo presidente da equipe de líderes de torcida da faculdade e o novo secretário do clube de música.

### Recorrente
- Sivakorn Lertchuchot (Guy) como Dim

Ex-chefe do clube de música e namorado de Green. Ele se forma nesta série e pede para Sarawat se tornar o novo chefe do clube de música. Ele continua ajudando o clube.
- Rachanun Mahawan (Film) como Earn

Membro do clube de música e da banda do clube "Ctrl+S".
- Korawit Boonsri (Gun) como Green

Um estudante universitário da Faculdade de Humanidades e Ciências Sociais, membro do clube de música, novo integrante do clube de líderes de torcida e namorado de Dim.
- Thanatsaran Samthonglai (Frank) como Phukong

Irmão mais novo de Sarawat, namorado de Mil e novo membro do time de líderes de torcida.
- Pattranite Limpatiyakorn (Love) como Pear

Um membro do time de líderes de torcida e interesse amoroso do Boss.
- Jirakit Kuariyakul (Toptap) como Type

Irmão mais velho de Tine e namorado de Man.
- Thanawat Rattanakitpaisarn (Khaotung) como Fong

Melhor amigo de Tine
- Chayakorn Jutamas (JJ) como Ohm

Melhor amigo de Tine
- Chanagun Arpornsutinan (Gunsmile) como Boss

Um dos melhores amigos de Sarawat que tem uma queda por Pear. Jogador de futebol da Faculdade de Ciência Política.
- Chinnarat Siripongchawalit (Mike) como Man

Um dos melhores amigos de Sarawat e namorado de Type. Jogador de futebol da Faculdade de Ciência Política.
- Sattabut Laedeke (Drake) como Mil

Um estudante da Faculdade de Arquitetura e namorado de Phukong. Parte do time de futebol da Faculdade de Arquitetura e vocalista principal de uma banda. Ele substitui como guitarrista principal do "Ctrl+S" quando há uma emergência no clube de música.
- Watchara Sukchum (Jennie) como ela mesma

Um lendária guitarrista elétrica que apareceu no evento do clube de música. (Ep. 2)
- Phakjira Kanrattanasoot (Nanan) como Fang

Ex-chefe do esquadrão de líderes de torcida da Faculdade de Direito. Também conselheiro do time de líderes de torcida. (Ep. 1, 2 & 4)

## Episódios
| N.º | Título       | Exibição original |
| --- | ------------ | ----------------- |
| 1 | "Episódio 1" | 14 agosto 2020    |
| Um ano após os eventos de 2gether: The Series, Tine e Sarawat enfrentam novas responsabilidades como líderes de seus respectivos clubes. Quando Sarawat escolhe Tine para ser o novo secretário do clube de música, algumas pessoas começam a questionar suas qualificações. Isso leva Tine a provar que é digno da posição.                                                                                       |              |                   |
| 2 | "Episódio 2" | 21 agosto 2020    |
| Com ambos os clubes se mudando para salas adjacentes, surgem problemas, pois os membros do clube de Tine e Sarawat têm que competir entre si durante as sessões de treino. Boss e Phukong continuam a perseguir seus respectivos interesses amorosos, enquanto Type luta para contar a Man sobre sua consequente promoção de emprego.                                                                              |              |                   |
| 3 | "Episódio 3" | 28 agosto 2020    |
| Enquanto ambos os clubes ficam ocupados para a "2U Traditional Football Match", Tine e Sarawat precisam se concentrar em suas respectivas apresentações no clube, o que torna difícil para eles encontrarem tempo um para o outro. Para piorar as coisas, Tine descobre mais tarde que Sarawat precisa ficar fora por duas semanas para os ensaios da banda.                                                       |              |                   |
| 4 | "Episódio 4" | 4 setembro 2020   |
| As regras rígidas da casa no lugar de Dim dificultam que Sarawat entre em contato com Tine. Conforme os ensaios do clube de música ficam intensos, um acidente acontece com um dos membros, levando o grupo a encontrar um substituto. Com grandes esperanças de se reunirem durante a "2U Traditional Football Match", as responsabilidades de Tine e Sarawat com seus respectivos clubes continuam atrapalhando. |              |                   |
| 5 | "Episódio 5" | 11 setembro 2020  |
| Depois de semanas de ensaios constantes para a "2U Traditional Football Match", ambos os clubes recompensam seus membros com uma escapada na praia. No entanto, a briga não resolvida entre Dim e Green ameaça estragar a diversão. Enquanto isso, Tine cria um plano para surpreender Sarawat em seu aniversário de namoro.                                                                                       |              |                   |

## Trilhas sonoras
Sua trilha sonora original "Yang Koo Gun" (ยังคู่กัน) ficou em primeiro lugar por três semanas consecutivas no Top 100 da Joox Tailândia. Também ficou em primeiro lugar na Semana 32 do Top 20 Social Chart da Joox Tailândia.
| Título da música                      | Título em inglês        | Artista                                                        |
| ------------------------------------- | ----------------------- | -------------------------------------------------------------- |
| ติดกับ (Tit Gub)                        | Trapped                 | Natthawut Jenmana (Max)                                        |
| ยังคู่กัน (Yang Koo Gun)                  | Still Together          | Vachirawit Chivaaree (Bright) ft. Metawin Opas-iamkajorn (Win) |
| With A Smile: Eraserheads             |                         | Vachirawit Chivaaree (Bright)                                  |
| คนนั้นต้องเป็นเธอ (Kon Nan Taung Pen Tur) | That Person Must Be You | Metawin Opas-iamkajorn (Win)                                   |

## Recepção
Em 14 de agosto de 2020, após o lançamento do episódio 1, a série foi nº 1 no trending topic no Twitter em todo o mundo - Tailândia, Vietnã, Singapura, Malásia, Indonésia, Porto Rico, Brasil, Japão, Índia, Estados Unidos, México e Peru.
Em 11 de setembro de 2020, após o lançamento dos dois últimos episódios, a série se tornou o principal tópico de tendência mundial no Twitter, com mais de 2 milhões de tweets. A série obteve mais de 40 milhões de visualizações no YouTube e 27 milhões de visualizações na LINE TV, um mês após sua exibição.

## Prêmios e indicações
| Ano  | Associações                                                  | Categoria                                  | Nomeações                                      | Resultado |
| ---- | ------------------------------------------------------------ | ------------------------------------------ | ---------------------------------------------- | --------- |
| 2020 | Sanook Awards                                                | Canção Tailandesa do Ano                   | "ยังคู่กัน" ("Yang Khu Kan"): Vachirawit Chivaaree | Venceu    |
| 2021 | Line TV Awards                                               | Melhor Cena de Beijo                       | Vachirawit Chivaaree Metawin Opas-iamkajorn    | Indicados |
| 2021 | Kazz Awards 2021                                             | Casal Imaginário do Ano                    | Vachirawit Chivaaree Metawin Opas-iamkajorn    | Venceram  |
| 2021 | Kazz Awards 2021                                             | Melhor Ator                                | Vachirawit Chivaaree                           | Venceu    |
| 2021 | Kazz Awards 2021                                             | Melhor Cena                                |                                                | Venceu    |
| 2021 | Kazz Awards 2021                                             | Artista Popular entre adolescentes         | Metawin Opas-iamkajorn                         | Venceu    |
| 2021 | 2021 Asia Artist Awards                                      | Prêmio Celebridade da Ásia para Ator       | Vachirawit Chivaaree Metawin Opas-iamkajorn    | Venceram  |
| 2021 | Maya Awards 2021                                             | Melhor Casal                               | Vachirawit Chivaaree Metawin Opas-iamkajorn    | Indicados |
| 2021 | Maya Awards 2021                                             | Trilha Sonora de Drama Popular             | "ยังคู่กัน" ("Yang Khu Kan"): Vachirawit Chivaaree | Indicado  |
| 2021 | Thairath Top of the Year 2021                                | Casal do Ano                               | Vachirawit Chivaaree Metawin Opas-iamkajorn    | Venceram  |
| 2021 | Prêmio de TV Dramática da Tailândia na Ásia: Japão           | Melhor Drama                               |                                                | Venceu    |
| 2021 | Prêmios de Drama de Tóquio (Festival Internacional de Drama) | Prêmios Especiais para Dramas Estrangeiros |                                                | Venceu    |